# Automata II
Automata II är det amerikanska progressive metal-bandet Between the Buried and Mes nionde studioalbum, utgivet i juli 2018 på Sumerian Records. Skivan är en uppföljare till Automata I som släpptes tidigare samma år. De båda albumen är konceptplattor som tematiserar drömmar och hur man kan kontrollera dem.
Albumet nådde plats 65 på Billboard-listan.

## Låtlista
Alla låtar är komponerade av Between the Buried and Me.
| Nr | Titel                   | Längd |
| -- | ----------------------- | ----- |
| 1. | "The Proverbial Bellow" | 13:16 |
| 2. | "Glide"                 | 2:13  |
| 3. | "Voice of Trespass"     | 7:58  |
| 4. | "The Grid"              | 9:45  |

## Medverkande
Musiker
- Tommy Giles Rogers – sång, keyboard
- Paul Waggoner – leadgitarr
- Dustie Waring – rytmgitarr
- Dan Briggs – basgitarr
- Blake Richardson – trummor

Bidragande musiker
- Cameron MacManus – trombon, barytonsaxofon
- Jonathan Wiseman – trumpet
- Kris Hilbert – piano
- Jamie King – piano

Produktion
- Jamie King – producent, inspelningstekniker
- Between the Buried and Me – producent
- Kevin King – producent
- Jens Bogren – mixning, mastering
- Corey Myers – art direction, layout, foto
- Aaron Strelecki – foto
- Andrew Strelecki – foto